# 5e étape du Tour d'Espagne 2022
Pour un article plus général, voir Tour d'Espagne 2022.
La 5e étape du Tour d'Espagne 2022 se déroule le mercredi 24 août 2022 d'Irun à Bilbao dans le Pays basque, sur une distance de 187,2 km.

## Parcours
Cette étape de moyenne montagne comprend cinq ascensions situées dans la seconde moitié de l'étape. Après franchi trois cols de 3e catégorie, les coureurs grimpent deux fois l'Alto del Vivero, un col de 2e catégorie de 4,6 km avec une pente moyenne de 8 %. Le premier passage de ce col se situe à 43 km du terme et le second passage est franchi à 14 km de l'arrivée à Bilbao, située au bas de la descente.

## Déroulement de la course
Pendant la première partie de l'étape, plusieurs échappées se forment et essaient de distancer le peloton mais sans y parvenir. La bonne échappée se forme enfin après 90 kilomètres.de course. Elle se compose de dix-huit hommes. Le peloton emmené par les équipiers Jumbo-Visma du maillot rouge Primož Roglič laisse les fuyards augmenter régulièrement leur avance. À 30 km du terme, l'échappée compte encore quinze unités et une avance de quatre minutes. Dans la seconde ascension de l'Alto del Vivaro, le Britannique Jake Stewart (Groupama FDJ) lâche ses compagnons d'échappée mais est repris et dépassé par l'Espagnol Marc Soler (UAE Emirates) qui franchit ce col seul en tête. Il résiste de justesse au retour des poursuivants réduits à dix et gagne l'étape. Membre de l'échappée et arrivé quatrième à Bilbao, le Français Rudy Molard (Groupama FDJ) s'empare du maillot rouge. Les favoris pour le classement général se neutralisent en restant dans le peloton qui concède plus de cinq minutes aux échappés.
Le Monégasque Victor Langellotti prend la tête du classement du maillot de meilleur grimpeur et devient le premier coureur monégasque à porter un maillot distinctif sur un grand tour.
En s'imposant, Marc Soler met fin à une période de 668 jours sans victoire espagnole sur une étape d'un grand tour.

## Résultats

### Classement de l'étape
| \| Classement de l'étape \| Classement de l'étape \| Classement de l'étape \| Classement de l'étape \| Classement de l'étape \| \| Coureur \| Coureur \| Pays \| Équipe \| Temps \| \| --------------------- \| --------------------- \| --------------------- \| --------------------- \| --------------------- \| \| 1er \| Marc Soler \| Espagne \| UAE Team Emirates \| 4 h 15 min 23 s \| \| 2e \| Daryl Impey \| Afrique du Sud \| Israel-Premier Tech \| + 4 s \| \| 3e \| Fred Wright \| Royaume-Uni \| Bahrain Victorious \| + 4 s \| \| 4e \| Rudy Molard \| France \| Groupama-FDJ \| + 4 s \| \| 5e \| Lawson Craddock \| États-Unis \| BikeExchange-Jayco \| + 4 s \| \| 6e \| Nikias Arndt \| Allemagne \| Team DSM \| + 4 s \| \| 7e \| Victor Langellotti \| Monaco \| Burgos-BH \| + 4 s \| \| 8e \| Vadim Pronskiy \| Kazakhstan \| Astana Qazaqstan Team \| + 4 s \| \| 9e \| Gregor Mühlberger \| Autriche \| Movistar Team \| + 4 s \| \| 10e \| Roger Adrià \| Espagne \| Equipo Kern Pharma \| + 4 s \| |                    |                |                       |                 |
| |                    |                |                       |                 |
| Source : ProCyclingStats |                    |                |                       |                 |
| Classement de l'étape |                    |                |                       |                 |
| Coureur | Coureur            | Pays           | Équipe                | Temps           |
| 1er | Marc Soler         | Espagne        | UAE Team Emirates     | 4 h 15 min 23 s |
| 2e | Daryl Impey        | Afrique du Sud | Israel-Premier Tech   | + 4 s           |
| 3e | Fred Wright        | Royaume-Uni    | Bahrain Victorious    | + 4 s           |
| 4e | Rudy Molard        | France         | Groupama-FDJ          | + 4 s           |
| 5e | Lawson Craddock    | États-Unis     | BikeExchange-Jayco    | + 4 s           |
| 6e | Nikias Arndt       | Allemagne      | Team DSM              | + 4 s           |
| 7e | Victor Langellotti | Monaco         | Burgos-BH             | + 4 s           |
| 8e | Vadim Pronskiy     | Kazakhstan     | Astana Qazaqstan Team | + 4 s           |
| 9e | Gregor Mühlberger  | Autriche       | Movistar Team         | + 4 s           |
| 10e | Roger Adrià        | Espagne        | Equipo Kern Pharma    | + 4 s           |

## Classements à l'issue de l'étape

### Classement général
| \| Classement général \| Classement général \| Classement général \| Classement général \| Classement général \| \| Coureur \| Coureur \| Pays \| Équipe \| Temps \| \| ------------------ \| ------------------ \| ------------------ \| ---------------------- \| ------------------ \| \| 1er \| Rudy Molard \| France \| Groupama-FDJ \| 16 h 07 min 22 s \| \| 2e \| Fred Wright \| Royaume-Uni \| Bahrain Victorious \| + 2 s \| \| 3e \| Nikias Arndt \| Allemagne \| Team DSM \| + 1 min 09 s \| \| 4e \| Lawson Craddock \| États-Unis \| BikeExchange-Jayco \| + 2 min 27 s \| \| 5e \| Primož Roglič \| Slovénie \| Jumbo-Visma \| + 4 min 09 s \| \| 6e \| Sepp Kuss \| États-Unis \| Jumbo-Visma \| + 4 min 22 s \| \| 7e \| Pavel Sivakov \| France \| Ineos Grenadiers \| + 4 min 35 s \| \| 8e \| Tao Geoghegan Hart \| Royaume-Uni \| Ineos Grenadiers \| + 4 min 35 s \| \| 9e \| Remco Evenepoel \| Belgique \| Quick-Step Alpha Vinyl \| + 4 min 36 s \| \| 10e \| Richard Carapaz \| Équateur \| Ineos Grenadiers \| + 4 min 42 s \| |                    |             |                        |                  |
| |                    |             |                        |                  |
| Source : ProCyclingStats |                    |             |                        |                  |
| Classement général |                    |             |                        |                  |
| Coureur | Coureur            | Pays        | Équipe                 | Temps            |
| 1er | Rudy Molard        | France      | Groupama-FDJ           | 16 h 07 min 22 s |
| 2e | Fred Wright        | Royaume-Uni | Bahrain Victorious     | + 2 s            |
| 3e | Nikias Arndt       | Allemagne   | Team DSM               | + 1 min 09 s     |
| 4e | Lawson Craddock    | États-Unis  | BikeExchange-Jayco     | + 2 min 27 s     |
| 5e | Primož Roglič      | Slovénie    | Jumbo-Visma            | + 4 min 09 s     |
| 6e | Sepp Kuss          | États-Unis  | Jumbo-Visma            | + 4 min 22 s     |
| 7e | Pavel Sivakov      | France      | Ineos Grenadiers       | + 4 min 35 s     |
| 8e | Tao Geoghegan Hart | Royaume-Uni | Ineos Grenadiers       | + 4 min 35 s     |
| 9e | Remco Evenepoel    | Belgique    | Quick-Step Alpha Vinyl | + 4 min 36 s     |
| 10e | Richard Carapaz    | Équateur    | Ineos Grenadiers       | + 4 min 42 s     |

| Classement par points | Classement par points | Classement par points | Classement par points | Classement par points |
| Coureur               | Coureur               | Pays                  | Équipe                | Points                |
| --------------------- | --------------------- | --------------------- | --------------------- | --------------------- |
| 1er                   | Sam Bennett           | Irlande               | Bora-Hansgrohe        | 127 pts               |
| 2e                    | Mads Pedersen         | Danemark              | Trek-Segafredo        | 118 pts               |
| 3e                    | Marc Soler            | Espagne               | UAE Team Emirates     | 47 pts                |
| 4e                    | Pascal Ackermann      | Allemagne             | UAE Team Emirates     | 34 pts                |
| 5e                    | Tim Merlier           | Belgique              | Alpecin-Deceuninck    | 34 pts                |
| 6e                    | Daniel McLay          | Royaume-Uni           | Arkéa-Samsic          | 34 pts                |
| 7e                    | Victor Langellotti    | Monaco                | Burgos-BH             | 33 pts                |
| 8e                    | Primož Roglič         | Slovénie              | Jumbo-Visma           | 30 pts                |
| 9e                    | Ethan Hayter          | Royaume-Uni           | Ineos Grenadiers      | 30 pts                |
| 10e                   | Nikias Arndt          | Allemagne             | Team DSM              | 28 pts                |

| Classement par points | Classement par points | Classement par points | Classement par points | Classement par points |
| Coureur               | Coureur               | Pays                  | Équipe                | Points                |
| --------------------- | --------------------- | --------------------- | --------------------- | --------------------- |
| 1er                   | Sam Bennett           | Irlande               | Bora-Hansgrohe        | 127 pts               |
| 2e                    | Mads Pedersen         | Danemark              | Trek-Segafredo        | 118 pts               |
| 3e                    | Marc Soler            | Espagne               | UAE Team Emirates     | 47 pts                |
| 4e                    | Pascal Ackermann      | Allemagne             | UAE Team Emirates     | 34 pts                |
| 5e                    | Tim Merlier           | Belgique              | Alpecin-Deceuninck    | 34 pts                |
| 6e                    | Daniel McLay          | Royaume-Uni           | Arkéa-Samsic          | 34 pts                |
| 7e                    | Victor Langellotti    | Monaco                | Burgos-BH             | 33 pts                |
| 8e                    | Primož Roglič         | Slovénie              | Jumbo-Visma           | 30 pts                |
| 9e                    | Ethan Hayter          | Royaume-Uni           | Ineos Grenadiers      | 30 pts                |
| 10e                   | Nikias Arndt          | Allemagne             | Team DSM              | 28 pts                |

| Classement de la montagne | Classement de la montagne | Classement de la montagne | Classement de la montagne | Classement de la montagne |
| Coureur                   | Coureur                   | Pays                      | Équipe                    | Points                    |
| ------------------------- | ------------------------- | ------------------------- | ------------------------- | ------------------------- |
| 1er                       | Victor Langellotti        | Monaco                    | Burgos-BH                 | 13 pts                    |
| 2e                        | Roger Adrià               | Espagne                   | Equipo Kern Pharma        | 6 pts                     |
| 3e                        | Lawson Craddock           | États-Unis                | BikeExchange-Jayco        | 5 pts                     |
| 4e                        | Marc Soler                | Espagne                   | UAE Team Emirates         | 5 pts                     |
| 5e                        | Joan Bou                  | Espagne                   | Euskaltel-Euskadi         | 5 pts                     |
| 6e                        | Rudy Molard               | France                    | Groupama-FDJ              | 4 pts                     |
| 7e                        | Primož Roglič             | Slovénie                  | Jumbo-Visma               | 3 pts                     |
| 8e                        | Julius van den Berg       | Pays-Bas                  | EF Education-EasyPost     | 3 pts                     |
| 9e                        | Jarrad Drizners           | Australie                 | Lotto-Soudal              | 3 pts                     |
| 10e                       | Thomas De Gendt           | Belgique                  | Lotto-Soudal              | 2 pts                     |

| Classement de la montagne | Classement de la montagne | Classement de la montagne | Classement de la montagne | Classement de la montagne |
| Coureur                   | Coureur                   | Pays                      | Équipe                    | Points                    |
| ------------------------- | ------------------------- | ------------------------- | ------------------------- | ------------------------- |
| 1er                       | Victor Langellotti        | Monaco                    | Burgos-BH                 | 13 pts                    |
| 2e                        | Roger Adrià               | Espagne                   | Equipo Kern Pharma        | 6 pts                     |
| 3e                        | Lawson Craddock           | États-Unis                | BikeExchange-Jayco        | 5 pts                     |
| 4e                        | Marc Soler                | Espagne                   | UAE Team Emirates         | 5 pts                     |
| 5e                        | Joan Bou                  | Espagne                   | Euskaltel-Euskadi         | 5 pts                     |
| 6e                        | Rudy Molard               | France                    | Groupama-FDJ              | 4 pts                     |
| 7e                        | Primož Roglič             | Slovénie                  | Jumbo-Visma               | 3 pts                     |
| 8e                        | Julius van den Berg       | Pays-Bas                  | EF Education-EasyPost     | 3 pts                     |
| 9e                        | Jarrad Drizners           | Australie                 | Lotto-Soudal              | 3 pts                     |
| 10e                       | Thomas De Gendt           | Belgique                  | Lotto-Soudal              | 2 pts                     |

| Classement du meilleur jeune | Classement du meilleur jeune | Classement du meilleur jeune | Classement du meilleur jeune | Classement du meilleur jeune |
| Coureur                      | Coureur                      | Pays                         | Équipe                       | Temps                        |
| ---------------------------- | ---------------------------- | ---------------------------- | ---------------------------- | ---------------------------- |
| 1er                          | Fred Wright                  | Royaume-Uni                  | Bahrain Victorious           | 16 h 07 min 24 s             |
| 2e                           | Pavel Sivakov                | France                       | Ineos Grenadiers             | + 4 min 33 s                 |
| 3e                           | Remco Evenepoel              | Belgique                     | Quick-Step Alpha Vinyl       | + 4 min 34 s                 |
| 4e                           | Carlos Rodríguez             | Espagne                      | Ineos Grenadiers             | + 4 min 40 s                 |
| 5e                           | João Almeida                 | Portugal                     | UAE Team Emirates            | + 5 min 00 s                 |
| 6e                           | Brandon McNulty              | États-Unis                   | UAE Team Emirates            | + 5 min 00 s                 |
| 7e                           | Juan Ayuso                   | Espagne                      | UAE Team Emirates            | + 5 min 00 s                 |
| 8e                           | Sergio Higuita               | Colombie                     | Bora-Hansgrohe               | + 5 min 08 s                 |
| 9e                           | Gino Mäder                   | Suisse                       | Bahrain Victorious           | + 5 min 09 s                 |
| 10e                          | Juan Pedro López             | Espagne                      | Trek-Segafredo               | + 5 min 09 s                 |

| Classement du meilleur jeune | Classement du meilleur jeune | Classement du meilleur jeune | Classement du meilleur jeune | Classement du meilleur jeune |
| Coureur                      | Coureur                      | Pays                         | Équipe                       | Temps                        |
| ---------------------------- | ---------------------------- | ---------------------------- | ---------------------------- | ---------------------------- |
| 1er                          | Fred Wright                  | Royaume-Uni                  | Bahrain Victorious           | 16 h 07 min 24 s             |
| 2e                           | Pavel Sivakov                | France                       | Ineos Grenadiers             | + 4 min 33 s                 |
| 3e                           | Remco Evenepoel              | Belgique                     | Quick-Step Alpha Vinyl       | + 4 min 34 s                 |
| 4e                           | Carlos Rodríguez             | Espagne                      | Ineos Grenadiers             | + 4 min 40 s                 |
| 5e                           | João Almeida                 | Portugal                     | UAE Team Emirates            | + 5 min 00 s                 |
| 6e                           | Brandon McNulty              | États-Unis                   | UAE Team Emirates            | + 5 min 00 s                 |
| 7e                           | Juan Ayuso                   | Espagne                      | UAE Team Emirates            | + 5 min 00 s                 |
| 8e                           | Sergio Higuita               | Colombie                     | Bora-Hansgrohe               | + 5 min 08 s                 |
| 9e                           | Gino Mäder                   | Suisse                       | Bahrain Victorious           | + 5 min 09 s                 |
| 10e                          | Juan Pedro López             | Espagne                      | Trek-Segafredo               | + 5 min 09 s                 |

| Classement par équipes | Classement par équipes | Classement par équipes | Classement par équipes |
| Équipe                 | Équipe                 | Pays                   | Temps                  |
| ---------------------- | ---------------------- | ---------------------- | ---------------------- |
| 1re                    | Groupama-FDJ           | France                 | 47 h 40 min 10 s       |
| 2e                     | UAE Team Emirates      | Émirats arabes unis    | + 1 min 27 s           |
| 3e                     | BikeExchange-Jayco     | Australie              | + 1 min 29 s           |
| 4e                     | Movistar Team          | Espagne                | + 1 min 34 s           |
| 5e                     | Bahrain Victorious     | Bahreïn                | + 1 min 40 s           |
| 6e                     | Quick-Step Alpha Vinyl | Belgique               | + 2 min 12 s           |
| 7e                     | Astana Qazaqstan Team  | Kazakhstan             | + 2 min 22 s           |
| 8e                     | Equipo Kern Pharma     | Espagne                | + 2 min 56 s           |
| 9e                     | Burgos-BH              | Espagne                | + 3 min 34 s           |
| 10e                    | Ineos Grenadiers       | Royaume-Uni            | + 5 min 55 s           |

| Classement par équipes | Classement par équipes | Classement par équipes | Classement par équipes |
| Équipe                 | Équipe                 | Pays                   | Temps                  |
| ---------------------- | ---------------------- | ---------------------- | ---------------------- |
| 1re                    | Groupama-FDJ           | France                 | 47 h 40 min 10 s       |
| 2e                     | UAE Team Emirates      | Émirats arabes unis    | + 1 min 27 s           |
| 3e                     | BikeExchange-Jayco     | Australie              | + 1 min 29 s           |
| 4e                     | Movistar Team          | Espagne                | + 1 min 34 s           |
| 5e                     | Bahrain Victorious     | Bahreïn                | + 1 min 40 s           |
| 6e                     | Quick-Step Alpha Vinyl | Belgique               | + 2 min 12 s           |
| 7e                     | Astana Qazaqstan Team  | Kazakhstan             | + 2 min 22 s           |
| 8e                     | Equipo Kern Pharma     | Espagne                | + 2 min 56 s           |
| 9e                     | Burgos-BH              | Espagne                | + 3 min 34 s           |
| 10e                    | Ineos Grenadiers       | Royaume-Uni            | + 5 min 55 s           |

## Abandons
Un coureur quitte la Vuelta lors de la 5e étape :
- Daan Hoole (Trek-Segafredo) : non-partant, positif au Covid-19[3].